# Marco Benfatto
Marco Benfatto (Camposampiero, província de Pàdua, 6 de gener de 1988) és un ciclista italià, membre de l'equip Androni Giocattoli-Sidermec.

## Palmarès
- 2006
  - Vencedor d'una etapa al Giro de la Toscana júnior
- 2012
  - 1r a La Popolarissima
  - Vencedor d'una etapa al Giro del Friül-Venècia Júlia
  - Vencedor d'una etapa al Girobio
- 2014
  - Vencedor d'una etapa al Tour de Normandia
  - Vencedor de 2 etapes a la Volta al llac Qinghai
- 2016
  - 1r a la Volta a la Xina II i vencedor de 3 etapes
  - Vencedor de 2 etapes al Tour de Bihor-Bellotto
  - Vencedor de 3 etapes a la Volta a la Xina I
- 2017
  - Vencedor d'una etapa a la Volta a la Xina I
  - Vencedor de 2 etapes a la Volta a la Xina II
- 2018
  - Vencedor d'una etapa al Volta a Veneçuela
  - Vencedor de 2 etapes a la Volta a la Xina I
  - Vencedor d'una etapa al Tour de Hainan
- 2019
  - Vencedor d'una etapa al Tour de Langkawi
  - Vencedor de 2 etapes a la Volta a la Xina I
  - Vencedor de 2 etapes a la Volta a la Xina II
  - Vencedor de 2 etapes a la Volta al llac Taihu